# Reservation Road
Reservation Road è un film del 2007 diretto da Terry George, adattamento cinematografico dell'omonimo romanzo di John Burnham Schwartz, che ha collaborato alla sceneggiatura.
Il film, che vede come protagonisti Joaquin Phoenix e Mark Ruffalo, è stato presentato in concorso alla Festa Internazionale di Roma 2007. È uscito negli Stati Uniti il 19 ottobre 2007 per la Focus Features mentre in Italia è uscito il 23 maggio 2008 distribuito dalla C.D.I..

## Trama
Dwight Arno è un avvocato divorziato che ha la possibilità di vedere il figlio Lucas saltuariamente. Di ritorno da una partita di baseball, assieme al figlio, Dwight viene distratto dalla telefonata dell'ex moglie e provoca un terribile incidente che sconvolgerà inesorabilmente la sua vita, investendo un bambino sul ciglio della strada e dandosi alla fuga. Il bambino, di nome Josh, è figlio di Ethan e Grace Learner, una coppia che stava rincasando assieme ai due figli. La straziante perdita del figlio getterà la famiglia nel dolore, ma a differenza di Grace, che cerca di tirarsi su per il bene dell'altra figlia, Ethan non riesce ad accettare un così enorme dolore, abbandonandosi alla rabbia e covando una vendetta interiore che lo porterà all'estenuante ricerca del colpevole. Ma anche la vita di Dwight è sopraffatta dal senso di colpa, pervaso dai rimorsi per aver causato una così immane tragedia. I destini di questi due padri, saranno fatalmente segnati e non potranno più tornare ad essere quelli di prima.